# John Gavin
John Gavin, vlastním jménem Juan Vincent Apablasa, (8. dubna 1931 – 9. února 2018) byl americký herec.

## Život
Narodil se v Los Angeles do rodiny mexického (matka) a chilského (otec) původu. Sám mluvil plynně španělsky. Studoval na Stanfordově univerzitě, kde získal titul BA. Během Korejské války sloužil v námořnictvu, konkrétně na lodi USS Princeton. Po návratu z armády se začal věnovat herectví, a to navzdory tomu, že ho na univerzitě školní divadelní hry vůbec nezajímaly. Jeho první filmem byl Behind the High Wall (1956). Většího úspěchu se mu dostalo již v roce 1958, kdy hrál hlavní roli ve snímku A Time to Love and a Time to Die. Později hrál v řadě dalších filmů, mezi něž patří například Spartakus (1960), Psycho (1960), Správná dívka (1967) a Dům stínů (1976). Roku 1971 měl hrát Jamese Bonda ve filmu Diamanty jsou věčné, avšak nakonec k tomu nedošlo.
Rovněž se věnoval divadlu a hrál také v několika televizních seriálech. Svou hereckou kariéru ukončil počátkem osmdesátých let. V letech 1971 až 1973 byl prezidentem herecké organizace Screen Actors Guild. V roce 1981 se stal vyslancem Spojených států amerických v Mexiku, přičemž funkci opustil roku 1986. V letech 1957 až 1965 byla jeho manželkou Cecily Evans. Od roku 1974 byla jeho manželkou Constance Towers, s níž zůstal až do své smrti. Zemřel v Beverly Hills ve věku 86 let. Dlouhodobě bojoval s leukemií, bezprostřední příčinou smrti byl zápal plic.